# Acheta turcomana
Acheta turcomana är en insektsart som beskrevs av Andrej Vasiljevitj Gorochov 1978. Acheta turcomana ingår i släktet Acheta och familjen syrsor. Inga underarter finns listade i Catalogue of Life.